# Éta

Éta — majuskulní i minuskulní varianta

Éta (majuskulní podoba Η, minuskulní podoba η, řecký název Ήτα) je sedmé
písmeno řecké abecedy a v systému řeckých číslovek má hodnotu 8.
V moderní řečtině reprezentuje zavřenou přední nezaokrouhlenou samohlásku ([i]IPA), zatímco v klasické starořečtině reprezentovala dlouhou polootevřenou přední nezaokrouhlenou samohlásku ([ɛː]IPA). V některých starších dialektech starořečtiny reprezentovala písmeno 'Η' neznělou glotální frikativu ([h]IPA), v tomto významu ji do svého písma převzali Etruskové a následně se v tomto významu začala používat i v latince jako písmeno H. Ve významu [i]IPA ji převzala cyrilice, vyvinulo se z ní písmeno 'И'.

## Použití
minuskulní varianta písmena 'η' se používá jako symbol pro:
- hapticitu v chemii
- η meson ve fyzice částic
- sedmou nejjasnější (obvykle) hvězdu souhvězdí dle Bayerova označení v astronomii
- viskozitu v mechanice tekutin
- účinnost v mechanice

## Reprezentace v počítači
V Unicode je podporována jak
- majuskulní éta
  - U+0397 GREEK CAPITAL LETTER ETA
- tak minuskulní éta
  - U+03B7 GREEK SMALL LETTER ETA

V HTML je možné je zapsat pomocí &#919; respektive &#951;. Lze je také zapsat pomocí HTML entit
&Eta; respektive &eta;.
V LaTeXu se minuskulní éta píše příkazem \eta, místo majuskulní éty se používá písmeno 'H' z latinky.